# مشعلية رأسية
مشعلية رأسية أو رشاد حجري رأسي (الاسم العلمي:Aethionema capitatum) هي نوع من النباتات تتبع جنس المشعلية من الفصيلة الصليبية.